# NGC 6335
NGC 6335 (również ESO 454-**10) – chmura gwiazd znajdująca się w gwiazdozbiorze Skorpiona. Odkrył ją John Herschel 27 czerwca 1837 roku.